# Cerkiew Wniebowstąpienia Pańskiego w Klejnikach (1883–1973)
Cerkiew Wniebowstąpienia Pańskiego – prawosławna cerkiew parafialna, funkcjonująca w Klejnikach od 1883 do 1973, gdy uległa zniszczeniu wskutek pożaru. Na jej miejscu wzniesiono następnie nową świątynię murowaną.

## Historia

### Pierwsze cerkwie w Klejnikach
Z powodu braku źródeł nie jest możliwe jednoznaczne ustalenie momentu powstania pierwszej świątyni prawosławnej w Klejnikach. Według miejscowej tradycji po najeździe mongolskim na Kijów w 1241 na Podlasie dotarli mnisi z ławry Peczerskiej, uciekający przed napastnikami, i wznieśli w miejscowości cerkiew oraz cele mieszkalne. Mnisi ci mieli również zapoczątkować w tym miejscu kult św. Paraskiewy Serbskiej. Pierwsze pisemne wzmianki o Klejnikach i miejscowej parafii prawosławnej pochodzą jednak dopiero z XVI w. W połowie tegoż stulecia parafia władała trzema włókami ziemi.
Parafia w Klejnikach przyjęła po 1596 postanowienia unii brzeskiej. Być może po tej dacie we wsi wzniesiono nową cerkiew, gdyż w opisie inwentarzowym z 1727 wskazano, że nie była stara, a jej stan należało uznać za zadowalający. Zaznaczono również, że budowla posiadała wolno stojącą dzwonnicę z pięcioma niewielkimi dzwonami. Według tego samego opisu cerkiew posiadała jedną obszerną nawę „na wzór łacińskiego kościoła”. Nie było w niej już również ikonostasu. Wchodzące pierwotnie w jego skład ikony z rzędów Deesis i Apostołów zawieszono na ścianach, zaś dwa wizerunki ustawiono przed klirosami, umieszczając je w niewielkich ołtarzach. W cerkwi znajdowały się również konfesjonały, ławki, boczny ołtarz i „dwie fontanny z wodą święconą”. Wśród innych elementów wyposażenia nie wymieniono cennych przedmiotów. Tylko niektóre naczynia liturgiczne były posrebrzane, a Ewangeliarz posiadał srebrne zdobienia.
W 1797 cerkiew znalazła się w jurysdykcji nowo utworzonej unickiej diecezji supraskiej. Była jedną z siedemnastu świątyń parafialnych w jej dekanacie bialskim. W 1809 car Aleksander I skasował diecezję supraską, a parafię w Klejnikach, podobnie jak pozostałe placówki duszpasterskie, podporządkował diecezji brzeskiej. W XIX w. nie było praktycznie przypadków przechodzenia klejnickich unitów na obrządek łaciński.
W latach 30. XIX w. w cerkwi w Klejnikach, podobnie jak w pozostałych świątyniach w diecezji brzeskiej, wdrożono działania delatynizujące obrządek unicki, by przygotować w ten sposób masową konwersję unitów na prawosławie. Koordynował je biskup Józef Siemaszko. W momencie przystąpienia do tych działań w cerkwi w Klejnikach nie było już praktycznie żadnych typowych dla obrządku bizantyjskiego naczyń liturgicznych. Niektóre z nich zakupiono w ciągu najbliższych dwóch lat, jednak według szacunków dziekana bialskiego Kostycewicza należało zakupić kolejne o wartości 156 rubli. W 1837 w cerkwi nadal nie było darochranitielnicy. W 1836 cerkiew otrzymała księgi liturgiczne drukowane w Petersburgu, do odprawiania nabożeństw w rycie synodalnym.
W 1839, na mocy postanowień synodu połockiego, parafia w Klejnikach razem z całą diecezją przeszła do Rosyjskiego Kościoła Prawosławnego. Wydarzenie to nie spotkało się z większymi protestami miejscowej ludności, chociaż jeszcze w 1860 zdarzało się, że dawni unici odmawiali udziału w uroczystościach w prawosławnej cerkwi. Według danych z 1838 r., 1732 wiernych miejscowej parafii odbyło obowiązkową spowiedź wielkanocną, zaś nie dopełniło tego obowiązku 594.

### Cerkiew z lat 1879–1883
W 1876 do parafii w Klejnikach należało 2712 osób. Świątynia parafialna była już wówczas w bardzo złym stanie, toteż trzy lata później postanowiono wznieść na jej miejscu nową. Kwotę 13 795 rubli, konieczną do sfinalizowania prac, w większości zebrali sami wierni. Budowlę wyświęcono w 1883. W końcu XIX w. liczba wiernych uczęszczających do świątyni wynosiła ponad 3500 i nadal rosła.
W 1915 niemal wszyscy prawosławni mieszkańcy parafii klejnickiej udali się na bieżeństwo – w samej wsi Klejniki pozostały dwie rodziny, zaś ponad 100 wyjechało w głąb Rosji. Większość z nich wróciła po 1920. Nabożeństwa w cerkwi ponownie odbywały się regularnie od 1919, gdy do Klejnik przybył hieromnich Alipiusz (Fiedoruk).
W 1936 do cerkwi w Klejnikach uczęszczało ponownie ponad 3 tys. wyznawców. Po II wojnie światowej liczba ta spadła do 2700, zaś w 1959 było ich 3161. W kolejnych dziesięcioleciach liczba wiernych sukcesywnie spadała na skutek procesów migracyjnych ze wsi do miast.
Cerkiew w Klejnikach spłonęła razem z całym wyposażeniem 6 kwietnia 1973, krótko po zakończeniu nabożeństwa. Na jej miejscu wzniesiono nową murowaną cerkiew pod tym samym wezwaniem.